# European Late Model Series
European Late Model Series – seria wyścigowa zapoczątkowana w 2009 roku. Wyścigi odbywają się głównie na krótkich torach owalnych w Belgii i Holandii. Mistrzostwa powstały po rozmowach między CAMSO, Spedeworth International Ltd. i SCSA V8 Trophy. W wyścigach używane są samochody amerykańskich marek Pontiac, Ford i Chevrolet.
Wekend wyścigowy składa się z trzech wyścigów, pierwszego, drugiego i finałowego. Za każdy wyścig przyznawana jest ta sama liczba punktów.

## Punktacja
- 1 – 15 pkt.
- 2 – 14 pkt.
- 3 – 13 pkt.
- 4 – 12 pkt.
- 5 – 11 pkt.
- 6 – 10 pkt.
- 7 – 9 pkt.
- 8 – 8 pkt.
- 9 – 7 pkt.
- 10 – 6 pkt.
- 11 – 5 pkt.
- 12 – 4 pkt.
- 13 – 3 pkt.
- 14 – 2 pkt.
- 15 – 1 pkt.